# Aglaopus xanthoscia
Aglaopus xanthoscia är en fjärilsart som beskrevs av W. Warren 1903. Aglaopus xanthoscia ingår i släktet Aglaopus och familjen Thyrididae. Inga underarter finns listade i Catalogue of Life.